# إريكا جين
إريكا جين (بالإنجليزية: Erika Jayne) هي مشاركة تلفزيون الواقع ‏ وموسيقية ومغنية أمريكية، ولدت في 10 يوليو 1969 في أتلانتا في الولايات المتحدة.

## وصلات خارجية
- إريكا جين على موقع IMDb (الإنجليزية)
- إريكا جين على موقع ميوزك برينز (الإنجليزية)
- إريكا جين على موقع قاعدة بيانات برودواي على الإنترنت (الإنجليزية)
- إريكا جين على موقع أول ميوزيك (الإنجليزية)
- إريكا جين على موقع ديسكوغز (الإنجليزية)
- إريكا جين على موقع قاعدة بيانات الفيلم (الإنجليزية)